# ميريني
ميريني هي قرية تقع في إقليم كوفاسنا في رومانيا.

## معرض صور

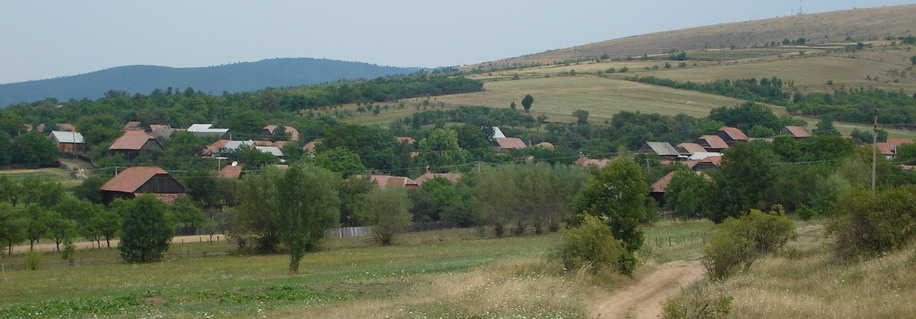
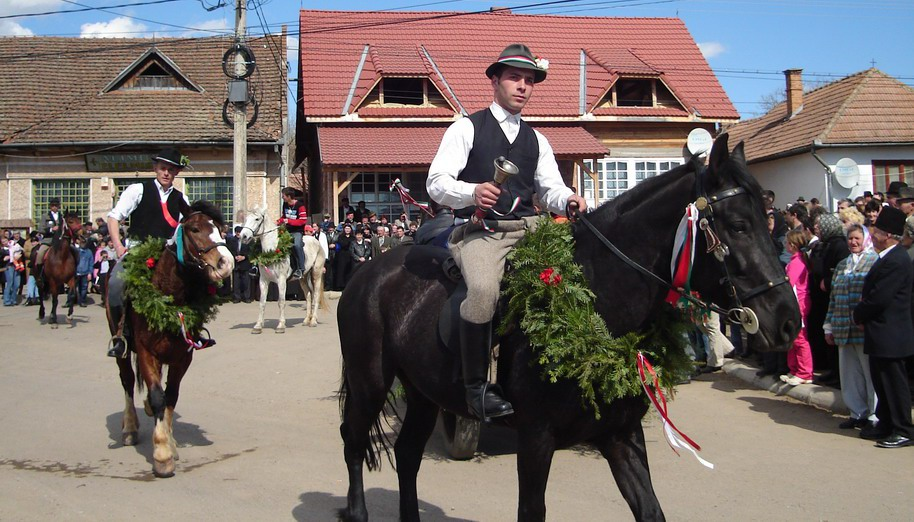
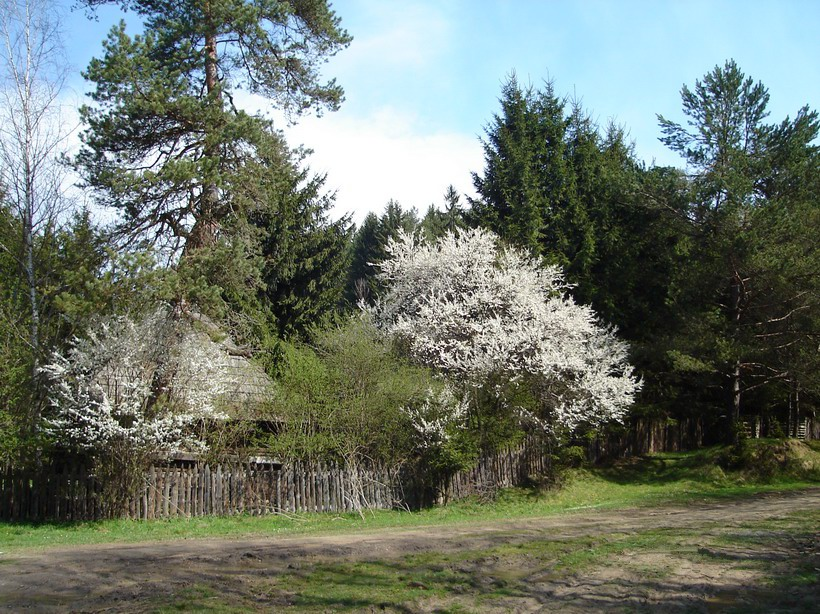
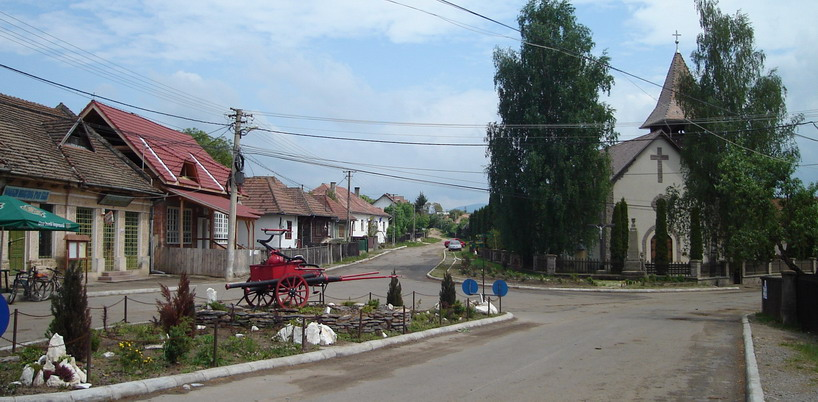